# El Sucre

El Sucre est un périodique équatorien qui présente des informations et des analyses de l'évolution de la société dans ses différents aspects : politiques, sociaux, économiques et culturels.
Son directeur, Marcelo Larrea, est candidat bolivarien à l'élection présidentielle équatorienne.